# Nagi instynkt
Nagi instynkt (ang. Basic Instinct) – amerykański film fabularny z 1992 roku, erotyczny thriller, w reżyserii Paula Verhoevena, według scenariusza Joe Eszterhasa.

## Opis fabuły
Były gwiazdor rockowy i właściciel klubu nocnego w San Francisco ginie we własnym łóżku, zamordowany szpikulcem do lodu. Do sprawy przydzielony jest detektyw Nick Curran (Michael Douglas). Główną podejrzaną jest piękna Catherine Trammell (Sharon Stone), pisarka i kochanka ofiary, która w swej powieści opisała podobną zbrodnię. Prowadzący śledztwo policjant wdaje się z nią w niebezpieczny romans.

## Obsada
- Michael Douglas – detektyw Nick Curran
- Sharon Stone – Catherine Tramell
- George Dzundza – Gus Moran
- Jeanne Tripplehorn – doktor Beth Garner
- Denis Arndt – porucznik Phil Walker
- Leilani Sarelle – Roxanne „Roxy” Hardy
- Bruce A. Young – Andrew
- Chelcie Ross – kapitan Talcott
- Dorothy Malone – Hazel Dobkins
- Wayne Knight – John Correli
- Bill Cable – Johnny Boz (ofiara morderstwa)

## Kontrowersje
Film wzbudził kontrowersje natury obyczajowej śmiałymi scenami erotycznymi. Najbardziej znana scena z filmu, którą niektórzy oceniali jako pornograficzną, przedstawiała główną bohaterkę palącą papierosa i siedzącą na krześle przed przesłuchującymi ją policjantami. W pewnym momencie Catherine Tramell, zakładając nogę na nogę na krześle, odsłoniła okolicę krocza i widoczne było, że pod ubraniem nie nosiła żadnej bielizny. Scena ta stała się głośnym symbolem tego filmu i była oskarżana o wulgarną pornografię. Sceny tej nie było w scenariuszu Joe Eszterhasa, lecz została wymyślona przez reżysera Paula Verhoevena. Mimo że aktorka twierdziła, że została nakłoniona do niej podstępem, scena ta przyniosła Sharon Stone ikoniczną sławę.
W 2006 roku ukazał się sequel filmu pt. Nagi instynkt 2.